# Katastrofa promu MV Nyerere
Katastrofa promu MV „Nyerere” – miała miejsce 20 września 2018 roku na Jeziorze Wiktorii, niedaleko wyspy Ukara. W wyniku katastrofy zginęło 228 osób, uratowano 41 pasażerów.

## Przebieg
20 września 2018 roku po południu czasu miejscowego prom MV „Nyerere” podróżujący na Jeziorze Wiktorii między wyspami Ukara i Bugolora przewrócił się i zatonął. Katastrofa miała miejsce 50 metrów od nabrzeża Ukary, gdzie prom miał zacumować. Według komisarza dystryktu Ukerewe, Cornela Maghembego, przyczyną było przeciążenie statku spowodowane zbyt dużą liczbą pasażerów oraz ilością ładunku (m.in. worków z cementem i kukurydzą). Jednostka mogła pomieścić 100 osób oraz 25 ton ładunku, jednak na pokładzie znajdowało się ponad 260 osób. Nadmierna liczba pasażerów spowodowana była odbywającym się na Bugolorze targiem.
MV „Nyerere”, nazwany na cześć prezydenta Juliusa Nyerere, został zbudowany w 2004 roku. Dopuszczana ładowność statku wynosiła 25 ton ładunku, 100 pasażerów oraz 3 małe samochody. Statek przeszedł w lipcu 2018 roku gruntowną konserwację, podczas której wymieniono dwa silniki. Poprzednia konserwacja odbyła się 5 lat wcześniej. John Mnyika, zastępca sekretarza generalnego opozycyjnej Partii Demokracji i Rozwoju oskarżył rząd o zaniedbania dodając, że jego partia wielokrotnie zwracała uwagę na zły stan techniczny MV „Nyerere”.
W akcji ratunkowej uczestniczyli nurkowie marynarki wojennej z bazy w Musomie. 22 września, dwa dni po katastrofie udało im się uratować mechanika MV „Nyerere”, Alphonse’a Charahaniego, który przebywał w maszynowni zatopionego promu. Dziesiątki żołnierzy oraz ochotników ubranych w rękawiczki i maski na twarz pomogło wyciągać zwłoki do drewnianych łodzi, a następnie przetransportować je na brzeg.

## Reakcje i śledztwo
22 września, dwa dni po katastrofie, prezydent Tanzanii John Magufuli ogłosił czterodniową żałobę narodową. Ostrzegł także polityków, aby nie wykorzystywali tragedii jako okazji do zrobienia reklamy i pozostawili sprawę do rozpatrzenia przez odpowiednie organy. Prezydent zarządził zbadanie sprawy i ustalenie osób odpowiedzialnych za katastrofę. Według wstępnych informacji kapitan promu podczas rejsu nie znajdował się na pokładzie, a jednostka była prowadzana przez inną osobę. Magufuli wezwał również do aresztowania oficerów statku. Główny sekretarz prezydenta, John Kijazi, wezwał do natychmiastowego wszczęcia śledztwa i działań prawnych wobec wszystkich pracowników obsługujących rejs oraz tych pośrednio zaangażowanych w sprawę. Ponadto zostanie wszczęte postępowanie przeciwko Urzędowi Kontroli Transportu Lądowego i Morskiego, którego pracownicy mają za zadanie zapewnienie bezpieczeństwa na statkach, w tym kontrolę liczby pasażerów. 
21 września rozpoczęła się identyfikacja zwłok i wydawania ciał rodzinom w celu organizacji pochówku. 22 września minister transportu, Isack Kamwelwe, poinformował o identyfikacji 172 ofiar katastrofy. Tanzańska Agencja Służb Elektrycznych i Mechanicznych potwierdziła śmierć pięciu swoich pracowników oraz uratowanie trzech kolejnych. Spośród 224 ofiar zidentyfikowanych do 23 września było 126 kobiet, 71 mężczyzn, 17 chłopców i 10 dziewczynek. Cztery dni po katastrofie prezydent John Magufuli odwołał dyrektora generalnego agencji, Musę Mgwatu.
24 września premier Kassim Majaliwa oświadczył, że według wstępnego dochodzenia przyczyną katastrofy było przeciążenie statku. Za przeprowadzenie szczegółowego śledztwa odpowiada siedmioosobowy zespół, na czele którego stoi były szef sił zbrojnych, gen. George Waitara. Raport dotyczący katastrofy ma zostać sporządzony w ciągu 30 dni. Majaliwa ogłosił także konkurs na budowę nowego promu o dwukrotnie większej ładowności, mogącego pomieścić 50 ton ładunku i 200 pasażerów. Do tego czasu zastępować go będzie MV „Temesa” mieszczący 120 pasażerów oraz MV „Ukara” przeznaczony dla 70 osób bez ładunku. 29 września zapowiedziano, że trasę z Ukary do Bugolory będzie obsługiwać MV „Sabasaba”, gdy zakończy się remont obejmujący wymianę silników. Prom będzie mógł pomieścić 300 pasażerów.
Prace nad wyciągnięciem wraku nadzorował dowódca sił zbrojnych gen. Venance Mabeyo, który zapowiedział ich zakończenie w ciągu tygodnia. 23 września na wyspę Ukara przypłynął statek z wyposażeniem potrzebnym do podniesienia przewróconego wraku oraz odzyskania części zatopionego ładunku. Razem z tanzańskimi żołnierzami w pracach uczestniczyli pracownicy przedsiębiorstwa Songoro Marines. Wrak został wyciągnięty 28 września.
Kondolencje w związku z katastrofą złożyli m.in. sekretarz generalny ONZ António Guterres, prezydent Nigerii Muhammadu Buhari, prezydent Rwandy Paul Kagame, prezydent Kenii Uhuru Kenyatta, prezydent Ugandy Yoweri Museveni, papież Franciszek oraz prezydent Rosji Władimir Putin.
Na likwidowanie skutków katastrofy do 28 września od zdarzenia zebrano 900 milionów szylingów tanzańskich, które zostały wpłacone na specjalne konto bankowe. Spośród tej kwoty ponad 200 mln zostanie przekazane rodzinom ofiar oraz ocalałym z katastrofy, a 240 mln będzie rozdysponowane dla osób zaangażowanych w akcję ratunkową oraz odzyskiwanie wraku. Prezydent Magufuli zapowiedział przekazanie każdej z nich 400 tysięcy TZS. Pozostałe 480 mln TZS zostanie przeznaczone na budowę oddziałów dziecięcego, żeńskiego i męskiego w miejscowym szpitalu. Rząd zadeklarował możliwość dotacji, jeśli środki okażą się niewystarczające. Wśród donatorów są tanzański oddział kenijskiego banku KCB (160 mln TZS), Wschodnioafrykańskie Zgromadzenie Prawodawcze (94 mln TZS), tańzańscy parlamentarzyści (86,4 mln TZS), rząd Zanzibaru (50 mln TZS), archidiecezja rzymskokatolicka Dar-es-Salaam (25 mln TZS), tanzańska poczta (10 mln TZS), Ewangelickie Stowarzyszenia Kościoła Boga (5 mln TZS), przedsiębiorstwa Zanzibar Telecom Limited (5 mln TZS), ministerstwa Tanzanii, a także wiele osób prywatnych.
Tanzański Czerwony Krzyż zapewnił pomoc psychologiczną dla poszkodowanych oraz rodzin ofiar. Do zadania przydzielono 30 osób, w tym pięciu specjalistów, których praca ma trwać do dziesięciu dni. 24 września odbyła się msza święta w intencji ofiar i ocalałych z tragedii. Komisarz dystryktu Ukerewe podziękował miejscowej parafii za dostarczenie pierwszego pojazdy, który uczestniczył w akcji ratunkowej. Kilka dni po katastrofie muzyk Bushoke nagrał piosenkę zatytułowaną „MV Nyerere”.
W maju 2018 roku Wspólnota Wschodnioafrykańska zapowiedziała wdrożenie międzynarodowego programu komunikacji i transportu wodnego Jeziora Wiktorii, do którego dostęp mają trzy państwa członkowskie. Inicjatywa ma na celu poprawę bezpieczeństwa nawigacji oraz ratownictwa, w przypadku katastrofy. Projekt finansowany ze środków Afrykańskiego Banku Rozwoju koordynowany jest przez Komisję Basenu Jeziora Wiktorii (ang. Lake Victoria Basin Commission, LVBC). Za jego wdrożenie odpowiedzialne są Uganda, Tanzania oraz Kenia. 6 września 2018 roku w siedzibie organizacji w kenijskim Kisumu odbyło się spotkanie, na którym zdecydowano o przyspieszeniu przeglądu aspektów technicznych przed rozpoczęciem budowy regionalnego centrum ratowniczo-koordynacyjnego w tanzańskiej Mwanzie, a także pomniejszych centrów w ugandyjskim Entebbe oraz w Kisumu. Według danych LVBC na Jeziorze Wiktorii co roku ginie ok. 5000 osób.
Zatonięcie promu MV „Nyerere” to najtragiczniejszy wypadek na Jeziorze Wiktorii od 1996 roku, gdy zatonął MV „Bukoba”. Wówczas w katastrofie zginęły 894 osoby. 10 września 2011 roku na Kanale Zanzibarskim doszło do zatonięcia promu MV „Spice Islander I”, przewożącego ponad 2 tysiące osób. Szacowana liczba ofiar tamtej katastrofy waha się od 200 do ponad 1500 osób.